# Luca Pulci
Luca Pulci (La Cavallina, 3 de diciembre de 1431-Florencia, 26 o 29 de abril de 1470) fue un poeta italiano.

## Biografía

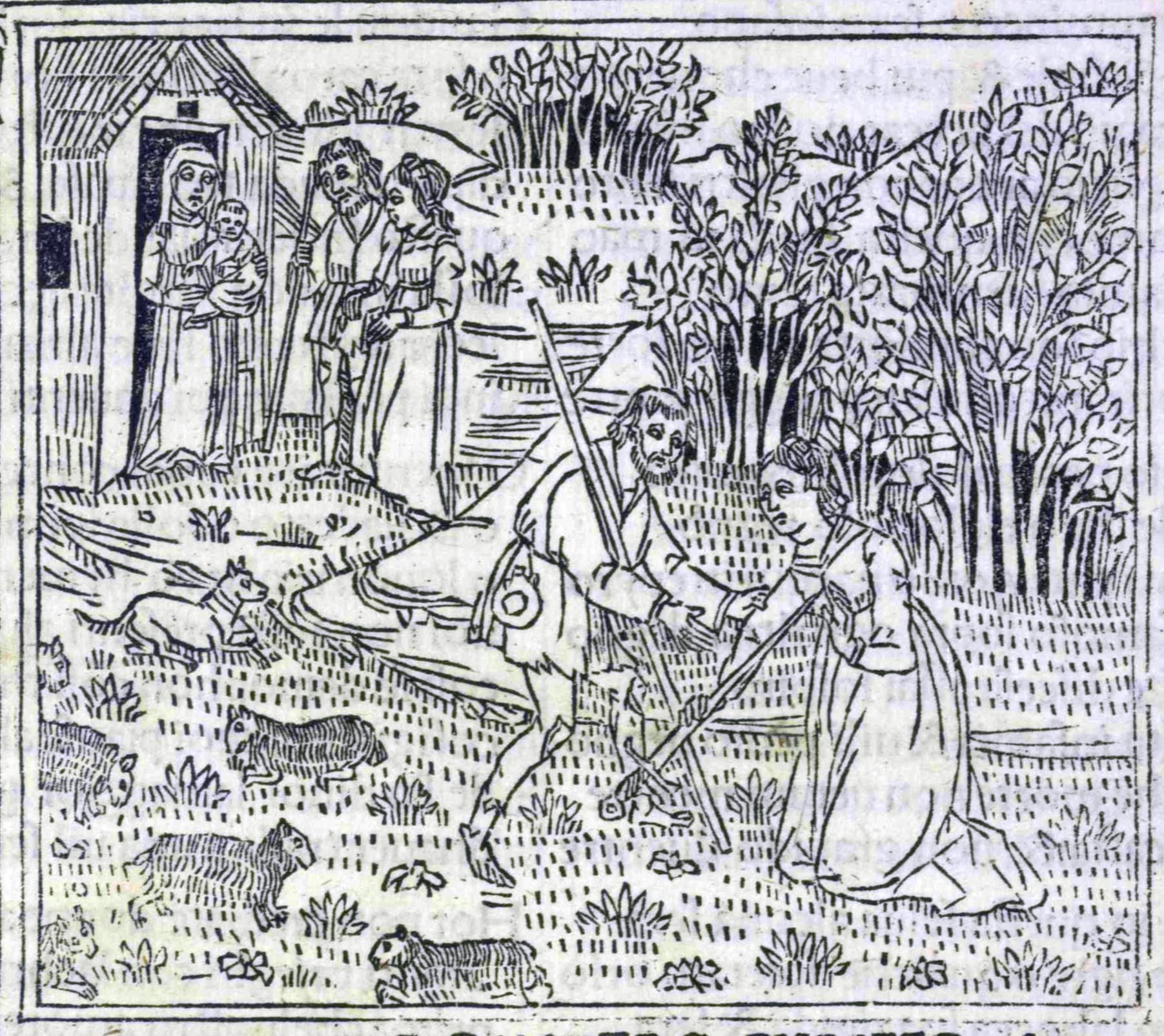
Ilustración del poema de caballerías Ciriffo Calvaneo, 1492

Su familia, originaria de Florencia, era propietaria de la granja Il Palagio, ubicada cerca de la ciudad de La Cavallina, donde nació Pulci. Fue hermano de Luigi Pulci (1432–1484).
Su obra principal es el poemario Driadeo d'amore que habla sobre los orígenes de los ríos Sieve, Stura y Tavaiano, y del monte Calvanei poblado por ninfas y faunos, a comienzos de la primavera. Todo esto se acompaña de rimas alusivas al amor casto y pecaminoso, canciones, sueños, sufrimiento y rivalidad.

## Obras
- Pistole in rima al Lorenzo de' Medici, Florencia, Bartolomeo de' Libri, circa 1495.
- Ciriffo Calvaneo, Venecia, Manfredo Bonelli, circa 1492.
- Driadeo, Florencia, s.n., circa 1489.